# 西11丁目駅
西11丁目駅（にしじゅういっちょうめえき）は、北海道札幌市中央区大通西11丁目にある、札幌市営地下鉄東西線の駅である。駅番号はT08。
隣の大通駅と共に、札幌のシンボルである大通公園の下に位置する。

## 歴史
- 1976年（昭和51年）6月10日：琴似駅 - 白石駅間開業に伴い、設置
- 2008年（平成20年）12月18日：可動式ホーム柵が稼働開始[1]

## 駅構造
大通公園と並行し、国道230号（石山通）と直角にまたぐ形でプラットホームがある。石山通と南大通の交差点の各角に1～4番出入口があり、地下1階にコンコースと改札口、地下2階に1面2線の島式ホームがある。ホームと改札を結ぶエレベーターはホーム中央に、地上へのエレベーターは1番出口に設置されている。
ホームと改札を結ぶ階段・エスカレーターは2か所のみで改札階中央部に集約される構造（東豊線栄町駅などと同じ）であるが、改札口は3か所に分かれている。

### のりば
| ホーム | 路線   | 行先                 |
| ------ | ------ | -------------------- |
| 1      | 東西線 | 大通・新さっぽろ方面 |
| 2      | 東西線 | 琴似・宮の沢方面     |

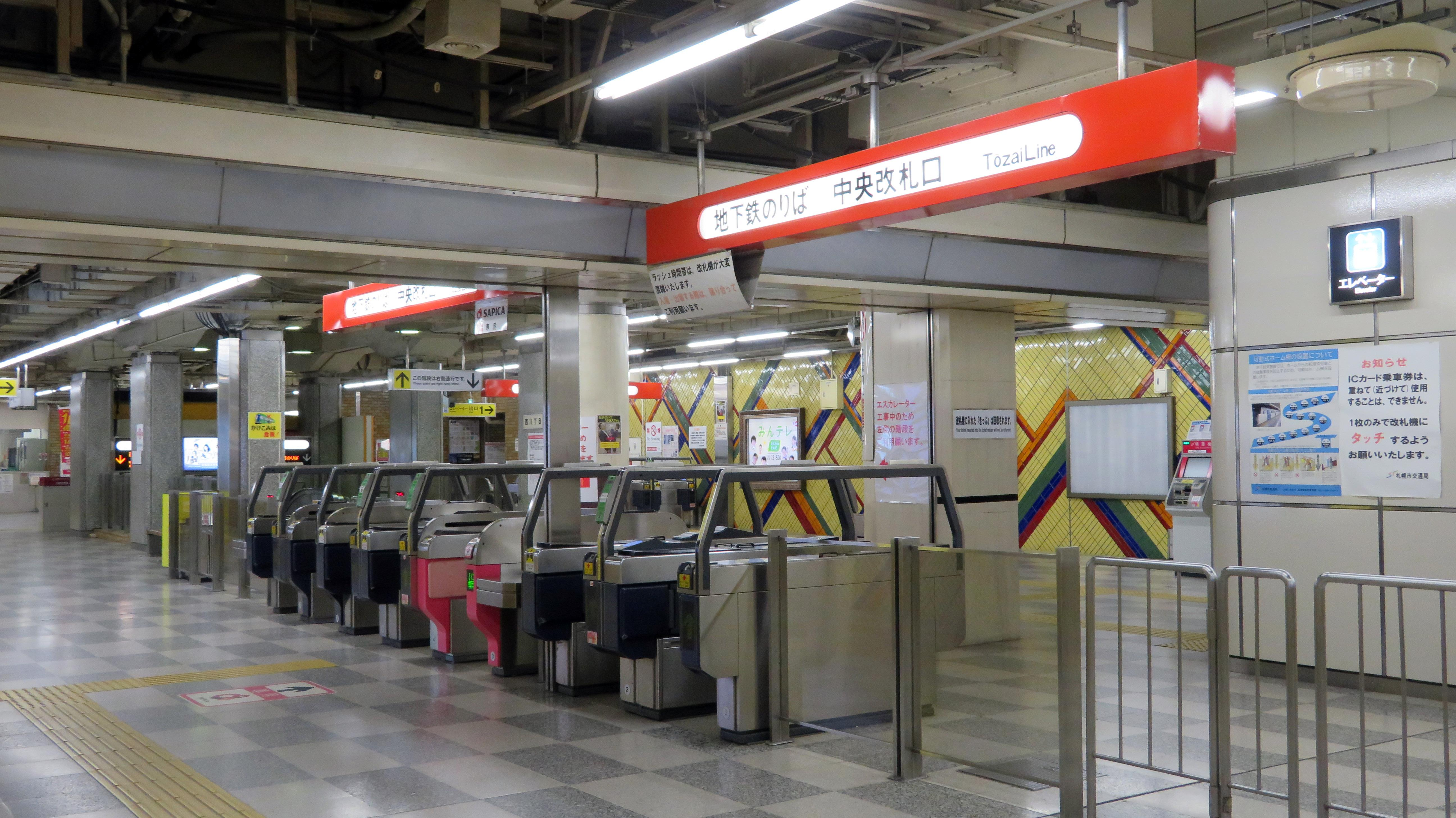
改札口
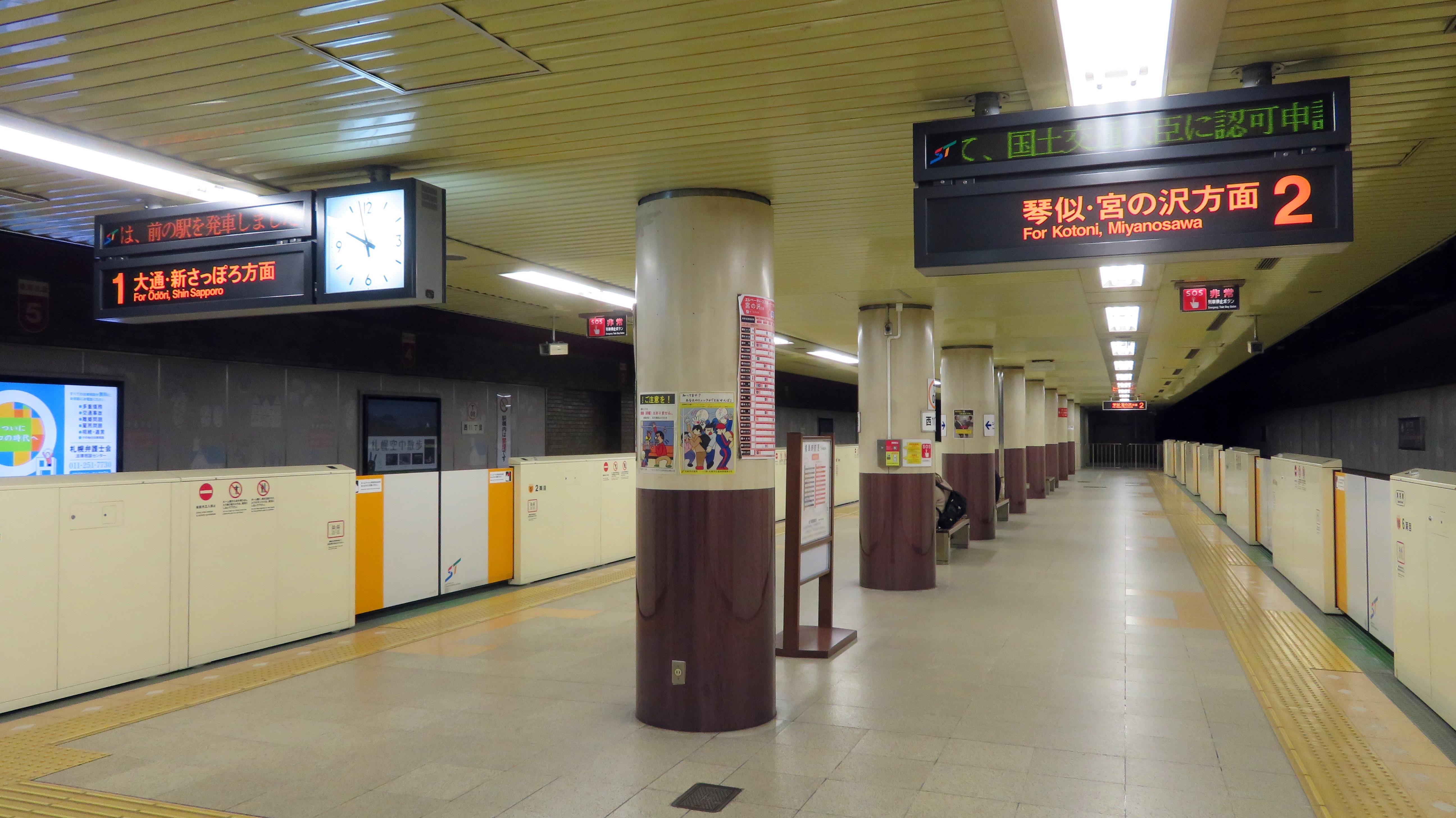
ホーム
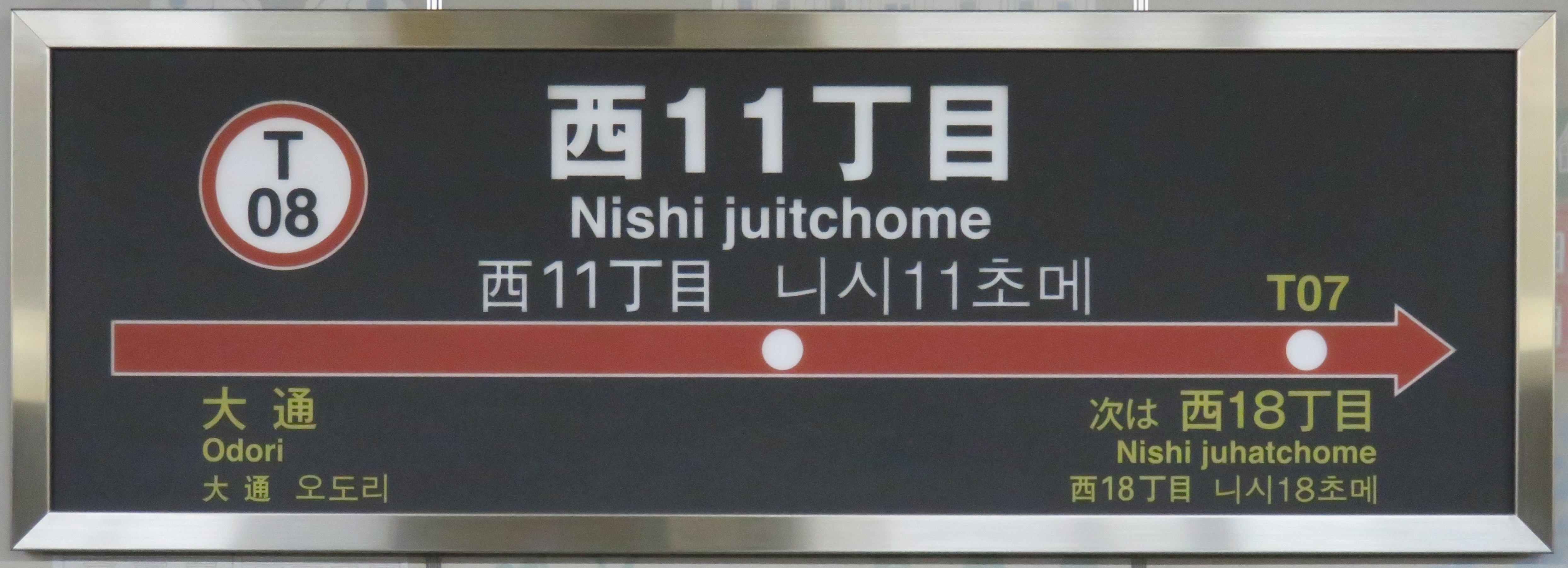
駅名標

## 利用状況
札幌市交通局によると、2020年度の一日平均乗車人員は12,528人であり、東西線では大通駅、新さっぽろ駅に次いで3番目に多い。
| 年度   | 1日平均 乗車人員 | 出典  |
| ------ | ---------------- | ----- |
| 2008年 | 14,222           | [ 2 ] |
| 2009年 | 14,126           | [ 2 ] |
| 2010年 | 14,139           | [ 2 ] |
| 2011年 | 13,809           | [ 2 ] |
| 2012年 | 14,319           | [ 2 ] |
| 2013年 | 14,658           | [ 2 ] |
| 2014年 | 15,176           | [ 3 ] |
| 2015年 | 15,524           | [ 4 ] |
| 2016年 | 16,068           | [ 4 ] |
| 2017年 | 16,448           | [ 4 ] |
| 2018年 | 16,442           | [ 5 ] |
| 2019年 | 16,005           | [ 5 ] |
| 2020年 | 12,528           | [ 6 ] |

## 駅周辺
第2合同庁舎・第3合同庁舎・裁判所など官公庁が集中する地区であり、その関係で弁護士・司法書士事務所も多い。またコンビニエンスストアや弁当店もよく見られる。
- 札幌市電 中央区役所前停留場
- 大通公園
  - 札幌市資料館
- 国道230号（石山通）
- 札幌市中央区役所
- 札幌市中央区民センター
- 札幌市中央保健センター
- 札幌市中央消防署
- 札幌方面中央警察署御幸交番
- 札幌高等裁判所・札幌地方裁判所・札幌家庭裁判所・札幌簡易裁判所
- 札幌高等検察庁・札幌地方検察庁・札幌区検察庁
- 人事院北海道事務局
- 公正取引委員会事務局北海道事務所
- 北海道防衛局
- 札幌保護観察所
- 札幌出入国在留管理局
- 北海道公安調査局
- 札幌中央労働基準監督署
- 札幌西年金事務所
- 北海道難病センター
- 札幌北一条郵便局
- 札幌南一条中郵便局
- 北洋銀行札幌西支店
- 北海道銀行南一条支店
- 札幌プリンスホテル
- グランドメルキュール札幌大通公園
- 札幌ビューホテル大通公園（旧札幌後楽園ホテル→東京ドームホテル札幌）
- 札幌市教育文化会館
- ヤマダデンキTecc LIFE SELECT 札幌本店
- 札幌テレビ放送 (STV)
- 北海道文化放送 (UHB)
- NHK札幌放送局
- 三吉神社
- 市立札幌大通高等学校
- ボストンベイク南1条西10丁目店
- ワッツ札幌中央店
- 私立飛鳥未来高等学校
- 駐札幌大韓民国総領事館

## バス路線
2022年（令和4年）4月1日現在、「西11丁目駅前」停留所に発着する路線は以下の通り。詳細は事業者・営業所記事を参照。
- じょうてつ
  - 南4・南54・南64 真駒内線：真駒内本町・真駒内駅・南町4丁目
  - 通勤ライナー号 南沢線：南沢4条3丁目
  - 南4：市立病院前
  - 南54：大通西4丁目・札幌駅前（札幌駅バスターミナル）
  - 南64：札幌駅北口
- ジェイ・アール北海道バス（琴似営業所）
  - 50 啓明線：もいわ山ロープウェイ
  - 51・53 啓明線：啓明ターミナル
  - 50・51・53：大通西4丁目・JR札幌駅（札幌駅バスターミナル）
  - 31 北7条線・37 南新川線：大通西4丁目（31 地下鉄琴似駅前行、37 北25条西15丁目行は「北1条西11丁目」停留所から発車）

このほか、「北1条西12丁目」停留所よりジェイ・アール北海道バス札樽線の手稲区方面、小樽市方面高速バス（北海道中央バス札樽線を含む）、「ロイトン札幌」停留所より北都交通と北海道中央バスの新千歳空港連絡バスの発着がある。

## その他
- 駅スタンプは西11丁目駅のイニシャルNの中に札幌市資料館が描かれている[11]。

## 隣の駅
札幌市営地下鉄
 東西線
西18丁目駅 (T07) - 西11丁目駅 (T08) - 大通駅 (T09)